# Alerta (A-111)
Pour les articles homonymes, voir Alerta.
L'Alerta (A-111) est un navire collecteur de renseignements de la Marine espagnole. Ce navire a été construit dans l'ex-République démocratique allemande (RDA) sous le nom de Jasmund comme un élément de la Classe Darss en 1985. Il est spécialisé dans le travail du Renseignement militaire des Forces armées espagnoles. Du fait de son immatriculation, il reçoit le nom d'Attila (un jeu de mots) le roi des « (H)Uns ».

## Historique

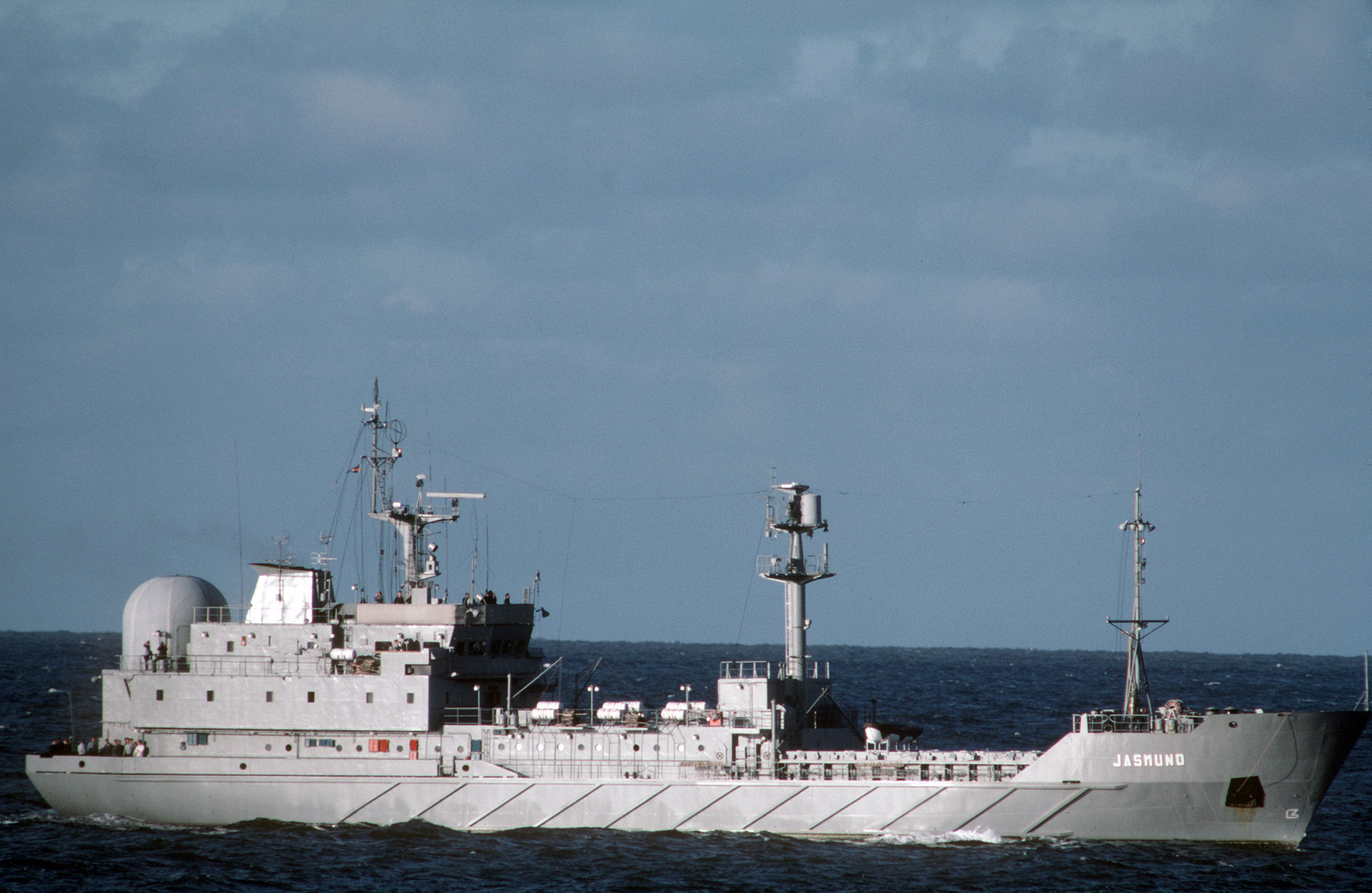
Le Jasmund de la Volksmarine en 1986.

Ce navire est le dernier d'une série de sept bateaux construits en RDA comme transports. Lancé en 1982, il fut d'abord en dotation au sein de la marine est-allemande dès 1985 sous le nom de Jasmund. Il est transformé en navire de surveillance électronique en 1988. Après la réunification de l'Allemagne, il quitte le service en 1990. Il devait être transféré en Équateur en 1991, mais la vente a été annulée. Le 21 décembre 1992, il est arrivé aux îles Canaries où il a subi une série de mises à jour, ainsi que des conversions pour son utilisation future par la marine espagnole. Les travaux ont été réalisés dans les installations d'ASTICAN, à Puerto de la Luz. Le 15 juillet 1993, il a été mis en service comme plate-forme ELINT pour la marine espagnole.

## Avenir
Il est attendu que ce navire soit remplacé prochainement[Quand ?] par un navire collecteur de renseignements spécialisé en espionnage militaire. Il sera remplacé à terme par un navire de la classe Météore.

## Navires comparables
- Classe Oste